# Jeroni Bibiloni i Llaneres
Jeroni Bibiloni i Llaneres (Palma, 1802-1876), va ser un religiós mallorquí, franciscà observant, ideòleg i introductor del socialisme utòpic a Mallorca.

## Biografia
El 1818 ingressà al convent de Jesús Extramurs de Palma i, a partir de 1826, va ser catedràtic interí de retòrica de la Universitat Literària de Mallorca. Exclaustrat el 1835, va fer classes d'humanitats castellanes a l'Institut Balear i entre el 1842 i el 1848, va ser catedràtic interí de lògica, gramàtica, moral i religió. Aquests anys col·laborà amb Joan Gamundí en l'ordenació de la Biblioteca Pública de Palma i fundà, amb altres professors, un col·legi-gimnàs d'interins de primer ensenyament.
Va ser vocal de la Comissió de Monuments de Balears (1855) i entrà com a redactor a El Iris del pueblo el mateix any. Després de la revolució de 1868 va ser proposat en diverses ocasions com a diputat a Corts pel Partit Republicà Federal, amb Miquel Quetglas i Bauzà i va ser, dues vegades, president de la Junta de primer Ensenyament. La seva obra influí notablement el Partit Democràtic i els republicans federals mallorquins.

## Obra
El 1848 escriví la seva obra més important, Cristianos-Socialistas, on, influït per Felicité Robert de Lamennais, Ètienne Cabet i Narcís Monturiol, relacionà el cristianisme catòlic amb les teories dels socialistes utòpics europeus i del grup barceloní Icària.
Aquesta obra disgustà el bisbe Rafael Manso que l'obligà a una retractació: Explicaciones que, en descargo de su conciencia y rectificación de sus ideas, presentó el autor del folleto "Cristianos-Socialistas" al Ilmo Sr. Obispo de Mallorca D. Rafael Manso, que el prelat tampoc no acceptà i que no fou publicat fins al 1855, en el temps del bisbe Miquel Salvà.
És l'autor també del Discurso en la bendición de la bandera de la Milicia Nacional Voluntaria de Palma de Mallorca (1856).